# Bartłomiej Jeziorski
Bartłomiej Jeziorski (* 22. April 1998 in Pajęczno) ist ein polnischer Eishockeyspieler, der seit 2014 beim GKS Tychy in der Polska Hokej Liga bzw. zuvor der Ekstraliga unter Vertrag steht.

## Karriere

### Club
Bartłomiej Jeziorski begann seine Karriere in den Nachwuchsmannschaften von MOSM Tychy. Seit 2014 spielt er beim GKS Tychy in der Ekstraliga, der heutigen Polska Hokej Liga, wurde aber bis 2017 vereinzelt auch in der Mannschaft des polnischen Eishockeynachwuchszentrums eingesetzt. 2015, 2018, 2019 und 2020 wurde er mit seinem Klub Polnischer Meister und 2017 und 2018 auch Pokalsieger.

### International
Für Polen nahm Jeziorski im Juniorenbereich an den U18-Weltmeisterschaften 2015 und 2016, als er mit der besten Plus/Minus-Bilanz und als bester Spieler seiner Mannschaft maßgeblich zum Aufstieg der Polen beitrug, jeweils in der Division II sowie den U20-Weltmeisterschaften der Division I 2016, 2017, als er als Torschützenkönig des Turniers und zweitbester Scorer nach seinem Landsmann Alan Łyszczarczyk auch zum besten Spieler seiner Mannschaft gewählt wurde, und 2018, als er gemeinsam mit Łyszczarczyk die meisten Torvorlagen des Turniers gab und nach diesem zweitbester Scorer des Turniers war, teil.
Sein Debüt in der Herren-Nationalmannschaft gab er bei der Weltmeisterschaft 2017 in der Division I, in der er auch 2019, 2022 und 2023, als den Polen erstmals seit mehr als 20 Jahren der Aufstieg in die Top-Division gelang, spielte. Zudem vertrat er seine Farben bei der Olympiaqualifikation für die Winterspiele in Peking 2022.

## Erfolge und Auszeichnungen
- 2015 Polnischer Meister mit dem GKS Tychy
- 2016 Aufstieg in die Division I, Gruppe B, bei der U18-Weltmeisterschaft der Division II, Gruppe A
- 2016 Beste Plus/Minus-Bilanz bei der U18-Weltmeisterschaft der Division II, Gruppe A
- 2017 Torschützenkönig bei der U20-Weltmeisterschaft der Division I, Gruppe B
- 2017 Polnischer Pokalsieger mit dem GKS Tychy
- 2018 Meiste Torvorlagen bei der U20-Weltmeisterschaft der Division I, Gruppe B
- 2018 Polnischer Meister und Pokalsieger mit dem GKS Tychy
- 2019 Polnischer Meister mit dem GKS Tychy
- 2020 Polnischer Meister mit dem GKS Tychy
- 2022 Aufstieg in die Division I, Gruppe A, bei der Weltmeisterschaft der Division I, Gruppe B
- 2023 Aufstieg in die Top-Division bei der Weltmeisterschaft der Division I, Gruppe A

## Ekstraliga/PHL-Statistik
(Stand: Ende der Spielzeit 2022/23)